# Жостовский сельский округ
Жостовский сельский округ — упразднённая административно-территориальная единица, существовавшая на территории Мытищинского района Московской области в 1994—2006 годах.
Жостовский сельсовет был образован в первые годы советской власти. По данным 1924 года он входил в состав Коммунистической волости Московского уезда Московской губернии.
В 1926 году Жостовский с/с включал деревни Жостово и Степаньково.
В 1929 году Жостовский с/с был отнесён к Коммунистическому району Московского округа Московской области.
27 февраля 1935 года Жостовский с/с был передан в Пушкинский район.
13 мая 1935 года селение Степаньково было передано из Жостовского с/с в Новосельцевский с/с Дмитровского района.
17 июля 1939 года к Жостовскому с/с был присоединён Осташковский с/с (селения Осташково, Сорокино и Чиверёво).
14 июня 1954 года к Жостовскому с/с был присоединён Манюхинский сельсовет.
10 февраля 1955 года Жостовский с/с был передан в Мытищинский район.
1 февраля 1963 года Мытищинский район был упразднён и Жостовский с/с вошёл в Мытищинский сельский район. 11 января 1965 года Жостовский с/с был передан в восстановленный Мытищинский район.
3 февраля 1994 года Жостовский с/с был преобразован в Жостовский сельский округ.
В ходе муниципальной реформы 2004—2005 годов Жостовский сельский округ прекратил своё существование как муниципальная единица. При этом все его населённые пункты были переданы в городское поселение Пироговский.
29 ноября 2006 года Жостовский сельский округ исключён из учётных данных административно-территориальных и территориальных единиц Московской области.